# Rocío Banquells
María del Rocío Banquells Núñez (Monterrey, 2 de junho de 1958) é uma atriz e cantora mexicana.

## Biografia
Filha do ator e diretor Rafael Banquells e da atriz Dina de Marco, ambos falecidos, irmã de Joe Manuel, Maria da Paz que também é atriz, Ariadne, Rafael (ator e diretor) e meia- irmã de Sylvia Pasquel que também é atriz. Rocio começou sua carreira como uma convidada especial na telenovela Gutierritoz em 1968 . Mudou-se para a fase do início dos anos 1970. E em 1978, ela estrelou o musical The Sound of Music junto com a cantora mexicana Lupita D'Alessio . Outros notáveis performances de palco de Rocio estão nas versões mexicanos de Grease, Evita, e Jesus Cristo Superstar. Começou sua carreira de atriz no teatro musical "Los años imposibles" onde seu desempenho foi memorável. Ela então se consolidou na TV como atriz interpretando sempre personagens vilãs, em 1979, participou da novela Los ricos también lloran desempenhando a vilã Esther, ao lado de Verónica Castro e Rogelio Guerra. Em 1972, Rocío se aventurou no cinema com o filme: Mujercitas, teve uma carreira de sucesso como cantora, gravando cerca de 15 álbuns. Sua voz soprano é considerado uns dos vários gêneros mais versátil, tem desempenhado como opereta, pop, rock e pop balada, por isso até hoje continua com sucesso a sua carreira de prestígio como cantora. No início dos anos 80, Banquells alternou seu trabalho como atriz de teatro e na televisão. Em 2006, Banquells reaparece na televisão no show de talentos Cantando Por Un Sueño, sendo a vencedora da terceira edição, em 2007 retorna à atuação na telenovela Pasión, em 2008 é uma das antagonistas de Cuidado con el ángel, em 2010 fez seu papel de maior importância desde seu retorno, como a vilã principal de Cuando me enamoro (telenovela). Em 2013 interpretou a antagonista Carola Canseco em Corazón indomable, em 2016 fez um pequeno papel em Un camino hacia el destino. Voltou a participar de um reality musical em 2019, no programa ¿Quién Es La Máscara?, fantasiada de Catrina. Atualmente faz uma participação especial na telenovela La mexicana y el güero, como Lolita de la Mora, uma senhora rígida de costumes tradicionais, mãe de um personagem homossexual.
Desde seu retorno à mídia, alternou todos esses trabalhos com shows individuais, musicais, os concertos GranDiosas, com outras mulheres marcantes da música mexicana dos anos 80.

## Vida Pessoal
Rocío se casou duas vezes, o primeiro casamento foi com Pedro Mendez, em 1979, com quem teve uma filha, Pamela. O casamento acabou em divórcio em 1984. Casou-se pela segunda vez com Jorge Berlanga, em 1985 que era seu agente, com quem tem um filho, Jorge. Após 22 anos de casamento, eles se divorciaram.

## Telenovelas
- La mexicana y el güero (2020-2021) - María Dolores "Lolita" de la Mora
- Un camino hacia el destino (2016) - Guadalupe "Lupe" Gonzalo
- Corazón indomable (2013) - Carola Canseco
- Cuando me enamoro (2010) - Josefina "Fina" Álvarez de Monterrubio
- Cuidado con el ángel (2008-2009) - Isabela Rojas
- Pasión (2007-2008) - Ofelia de Márquez
- Te dejaré de amar (1996) - Violeta Larios
- La fiera (1983) - Brenda del Villar
- Bianca Vidal (1983) - Mónica Rondán
- Juegos del destino (1981) - Sofía
- Los ricos también lloran (1979-1980) - Esther Izaguirre de Salvatierra
- La llama de tu amor (1979) .... Virginia
- Ladronzuela (1978) .... Gilda
- Mi hermana la Nena (1976) .... Mónica
- Barata de primavera (1975) .... Patricia
- Ha llegado una intrusa (1974)
- Los que ayudan a Dios (1973) .... Valeria

## Discografia
- Las Número uno (2007)
- Nací para ti (2007)
- Recuerdos de un sentimiento (1998)
- Coincidir: Grandes éxitos (1996)
- La fuerza del amor (1995)
- Genio y figura (1993)
- A la virgen morena (1993)
- A mi viejo (1991)
- Escucha el infinito (1990)
- Un sueño alguna vez soñé (1990)
- Llorarás, llorarás (1989)
- En el alambre (1988)
- Entrega Total (1987)
- Con Él (1986)
- Rocío Banquells (1985)

## Colaboradores
- No me puedo escapar de ti (dueto com o cantor Luis Miguel) (1987)
- Indecisión (bolero para o disco Boleros, Por amor y desamor) ( 1995)
- Todo por amor (bolero para o disco Las Mujeres de Manzanero) (2008)

Rocío já trabalhou em quatro estúdios: WEA, BMG Ariola, EMI Music e  Azteca Music. Atualmente se encontra em um contrato com a Universal Music por 5 anos.

## Teatro
- Cats (2014)
- Made in Mexico (2013)
- Animal... Es (2012)
- Mamma Mia! (2009-2010)
- La Bella y la Bestia, el musical de Broadway (2008)
- Los monólogos de la vagina (2000-2007). Director: Abby Epstein
- Evita (1997-1998) Director: Harold Prince
- Todo se Vale (1984)
- Jesuscristo Superestrella (1983) Director: Manuel Gurría
- Evita (1981-1982) Director: Harold Prince
- Aló!... Aló!... número equivocado (1980-1982) Director: Rafael Banquells
- Godspell (1980)
- El país de las sonrisas (1978) Director: Giussepe Di Stefano
- Lili (peça teatral) (1977) Director: José Luis Ibáñez
- La novicia rebelde (1975)
- Chao Rudy (1975) Director: Rafael Banquells
- Mamá nos quita los novios
- Vaselina (1973-1974). Director: Benny Ibarra
- El día que secuestraron al Papa (1972-1973) Director: Rafael Banquells
- Cosas de mamá y papá (1970) Director: Rafael Banquells
- Los años imposibles (1970-1972) Director: Rafael Banquells.

## Series e Cinema
- Mujeres Asesinas 3 (2010).... Elena, Protectora
- Adorables mujercitas (1973).... Roberta Ojeda Castro
- Mujercitas (1972) ..... Roberta Ojeda Castro

## Prêmios e Indicações

### Premios TVyNovelas
| Ano  | Categoria               | Telenovela           | Resultado |
| ---- | ----------------------- | -------------------- | --------- |
| 2011 | Melhor atriz antagônica | Cuando me enamoro    | Ganhadora |
| 1984 | Mejor villana           | Bianca Vidal         | Ganhadora |
| 1988 | Melhor cantora de TV    | Melhor cantora de TV | Ganhadora |

### Premios People en Español
| Ano  | Categoria   | Pessoa          | Resultado |
| ---- | ----------- | --------------- | --------- |
| 2011 | Melhor Vilã | Rocío Banquells | Nomeada   |

### Premios ACE
| Ano  | Categoria                                     | Resultado |
| ---- | --------------------------------------------- | --------- |
| 1993 | Melhor video musical                          | Ganhadora |
| 1993 | Intérprete de música ranchera                 | Ganhadora |
| 1991 | Melhor álbum do ano                           | Ganhadora |
| 1988 | Intérprete de ritmos regionais mais destacada | Ganhadora |

### Prêmios Califa de Oro
| Ano  | Categoria             | Telenovela | Resultado |
| ---- | --------------------- | ---------- | --------- |
| 2007 | Melhor atuação do ano | Pasión     | Ganhadora |

## Ligações Externas
- Rocío Banquells. no IMDb.